# Trophée de France 2002
Navigation
Édition précédente Édition suivante
Le Trophée de France est une compétition internationale de patinage artistique qui se déroule en France au cours de l'automne. Il accueille des patineurs amateurs de niveau senior dans quatre catégories: simple messieurs, simple dames, couple artistique et danse sur glace. En 2002 il s'appelait également Trophée Lalique.
Le seizième Trophée de France est organisé du 14 au 17 novembre 2002 au palais omnisports de Paris-Bercy. Il est la quatrième compétition du Grand Prix ISU senior de la saison 2002/2003.

## Résultats

### Messieurs
| Rang | Nom                 | Pays          | Points | Prog. court | Prog. libre |
| ---- | ------------------- | ------------- | ------ | ----------- | ----------- |
| 1    | Michael Weiss       | États-Unis    | 3.5    | 5           | 1           |
| 2    | Zhang Min           | Chine         | 3.5    | 3           | 2           |
| 3    | Takeshi Honda       | Japon         | 5.0    | 2           | 4           |
| 4    | Stanick Jeannette   | France        | 5.5    | 5           | 3           |
| 5    | Brian Joubert       | France        | 5.5    | 1           | 5           |
| 6    | Vincent Restencourt | France        | 8.0    | 4           | 6           |
| 7    | Ilia Klimkin        | Russie        | 10.5   | 7           | 7           |
| 8    | Ben Ferreira        | Canada        | 13.0   | 10          | 8           |
| 9    | Silvio Smalun       | Allemagne     | 13.5   | 7           | 10          |
| 10   | Yamato Tamura       | Japon         | 14.5   | 11          | 9           |
| 11   | Han Jong-In         | Corée du Nord | 15.5   | 9           | 11          |

### Dames
| Rang | Nom             | Pays       | Points | Prog. court | Prog. libre |
| ---- | --------------- | ---------- | ------ | ----------- | ----------- |
| 1    | Sasha Cohen     | États-Unis | 2.0    | 2           | 1           |
| 2    | Yoshie Onda     | Japon      | 2.5    | 1           | 2           |
| 3    | Alisa Drei      | Finlande   | 5.0    | 4           | 3           |
| 4    | Elena Liashenko | Ukraine    | 6.5    | 5           | 4           |
| 5    | Sarah Meier     | Suisse     | 6.5    | 3           | 5           |
| 6    | Yukari Nakano   | Japon      | 10.0   | 8           | 6           |
| 7    | Dan Fang        | Chine      | 10.5   | 7           | 7           |
| 8    | Michelle Currie | Canada     | 11.0   | 6           | 8           |

### Couples
| Rang | Nom                                     | Pays       | Points | Prog. court | Prog. libre |
| ---- | --------------------------------------- | ---------- | ------ | ----------- | ----------- |
| 1    | Tatiana Totmianina / Maksim Marinin     | Russie     | 1.5    | 1           | 1           |
| 2    | Sarah Abitbol / Stéphane Bernadis       | France     | 3.0    | 2           | 2           |
| 3    | Pang Qing / Tong Jian                   | Chine      | 5.0    | 4           | 3           |
| 4    | Zhang Dan / Zhang Hao                   | Chine      | 6.5    | 3           | 5           |
| 5    | Tiffany Scott / Philip Dulebohn         | États-Unis | 7.5    | 7           | 4           |
| 6    | Viktoria Borzenkova / Andrei Chuvilyaev | Russie     | 9.0    | 6           | 6           |
| 7    | Stephanie Kalesavich / aaron Parchem    | États-Unis | 10.5   | 5           | 8           |
| 8    | Eva-Maria Fitze / Rico Rex              | Allemagne  | 11.5   | 9           | 7           |
| 9    | Tatiana Chuvaeva / Dmitri Palamarchuk   | Ukraine    | 14.0   | 10          | 9           |
| 10   | Sabrina Lefrançois / Jérôme Blanchard   | France     | 14.0   | 8           | 10          |

### Danse sur glace
| Rang | Nom                                     | Pays       | Points | Danse imposée | Danse originale | Danse libre |
| ---- | --------------------------------------- | ---------- | ------ | ------------- | --------------- | ----------- |
| 1    | Olena Hrushyna / Ruslan Honcharov       | Ukraine    | 2.4    | 2             | 1               | 1           |
| 2    | Isabelle Delobel / Olivier Schoenfelder | France     | 4.8    | 1             | 4               | 2           |
| 3    | Tanith Belbin / Benjamin Agosto         | États-Unis | 5.4    | 3             | 2               | 3           |
| 4    | Svetlana Kulikova / Arseni Markov       | Russie     | 7.4    | 4             | 3               | 4           |
| 5    | Natalia Gudina / Alexei Beletski        | Israël     | 10.0   | 5             | 5               | 5           |
| 6    | Roxane Petetin / Matthieu Jost          | France     | 12.0   | 6             | 6               | 6           |
| 7    | Miriam Steinel / Vladimir Tsvetkov      | Allemagne  | 14.0   | 7             | 7               | 7           |
| 8    | Zhang Weina / Cao Xianming              | Chine      | 17.0   | 9             | 9               | 8           |
| 9    | Nathalie Péchalat / Fabian Bourzat      | France     | 17.0   | 8             | 8               | 9           |
| 10   | Rie Arikawa / Kenji Miyamoto            | Japon      | 20.0   | 10            | 10              | 10          |

## Sources
- (en) Résultats du Trophée Lalique 2002 sur le site de l'International Skating Union
- Patinage Magazine N°86 (Janvier-Février 2003)